# بوشنوية إيغارتانية
بوشنوية إيغارتانية (الاسم العلمي:Buchenavia igarataensis) هي نوع من النباتات يتبع جنس البوشنوية من الفصيلة القمبريطية.